# Фатех-110
Fateh-110 (перс. فاتح ۱۱۰‎, «победитель») — иранская мобильная одноступенчатая твердотопливная ракета класса «земля — земля», выпускаемая Иранской организацией аэрокосмической промышленности. Ракета использовалась в сирийской гражданской войне Ираном и Сирией. В дополнение к подтверждённому использованию этими двумя странами, широко распространены сообщения о том, что «Фатех-110» экспортировались в «Хезболлу» в Ливане.
8 января 2020 года ракеты «Fateh-110» и «Qiam-1» применялись в операции «Мученик Сулеймани».
Третье поколение ракет Fateh-110 с дальностью 300 км по лицензии изготавливалось для войны в Сирии под обозначением «M-600». По данным израильской разведки изготовлены сотни единиц данной версии ракеты, что делает её одной из самых массовых среди ОТРК всех видов

## Разработка

### Прототипы
«Fateh-110» был разработан на основе неуправляемой ракеты «Зильзаль-2» Ирана, по сути, путем добавления системы наведения.

### Первое поколение
Первое поколение Fateh-110 прошло испытания в сентябре 2002 года и вскоре после этого началось серийное производство. Начальная дальность полета ракеты составляла 200 км. В сентябре 2004 года второе поколение Fateh-110 продемонстрировало дальность до 250 км.

### Второе поколение
В 2004 году было представлено второе поколение Fateh-110 с увеличенной до 250 км дальностью полета. Эта версия предлагается для экспорта.

### Третье поколение. Массовое производство сотен ракет под брендом М-600
Создан в 2008 год для войны в Сирии под маркой М-600, основан на втором поколении Fateh-110.  Дальность ракеты достигает 300 км.
В 2010 году израильская разведка сообщила, что через Сирию было передано «Хезболле» сотни ракет М-600.

### Четвёртое поколение
В 2010 году Иран провел испытания Fateh-110 третьего поколения. Министр обороны Ирана Ахмад Вахиди заявил, что точность, дальность, время готовности к пуску и возможности долгосрочного хранения ракеты увеличены. После этого иранское телевидение предоставило кадры испытания и удара.  Дальность полета ракеты заявлена как 300 км. Особенностью данного поколения стало совершенствованные точности ударов наведения ракеты на цель.
В августе 2012 года Иран успешно испытал Фатех-110 четвёртого поколения.

### Варианты противокорабельных и противорадарных ракет
В 2011 году Иран представил противокорабельную баллистическую ракету Khalij Fars . Она создан на основе Fateh-110 и разделяет дальность полета в 300 км с третьей версией.
В 2017 году Иран продемонстрировал ракету в варианте Hormoz-2, заявив, что она поразила 6-метровую цель с расстояния 250 км.
В иранских новостях Hormoz-2 описывается как противокорабельная баллистическая ракета и  ракета для поражения средств ПВО по их РЛС, с наведением на  их излучение.
В сентябре 2020 г. была представлена ещё одна противокорабельная версия с дальностью действия 700 км, получившая обозначение Zolfaghar Basir.

### Зольфагар
Zolfaghar — это иранская тактическая баллистическая ракета, которая, как считается, относится к семейству Fateh-110 и является первой баллистической ракетой любого типа, открыто использованной Ираном в иностранном конфликте.  Заявленная дальность полета ракеты в 700 км считается экспертами доказанными на основании ракетного удара по Дейр-эз-Зору в 2017 году. Считается, что Zolfaghar (и, возможно, другие члены семейства Fateh-110) используют коммерческие системы GNSS для повышения точности.  

### Фатех Мобин - инфракраснаяГСНдля ракет Фатех
В 2018 году Иран представил комплект наведения Fateh Mobin как модернизацию ракет Fateh-110. По словам министра обороны Ирана Амира Хатами , он может быть дооснащен представителями семейства Fateh-110 вплоть до Zolfaghar.  Считается, что Fateh Mobin представляет собой ГСН с дополнительной камерой инфракрасного изображения для точного наведения на финишном участке при заходе на цель в том числе, которая переместилась на новую позицию с момента пуска ракеты.

### Гиперзвуковой Фатех-360
Путем миниатюризации Fateh-110 была создана ракета Fath 360, которая позиционируется как аналог GMRLS, но с дальностью и боевой частью больше примерно в 1,5 раза. Существенный момент, что  имеет Fath 360 существенно выше скорость 5000 км/ч (4,1 Маха), что позволяет ей с большей вероятностью преодолевать ПВО и ПРО.

## Боевое применение
- Операция «Мученик Сулеймани»